# NGC 5283
NGC 5283 ist eine 13,5 mag helle linsenförmige Seyfertgalaxie (Typ 2) vom Hubble-Typ S0 im Sternbild Zentaur und etwa 145 Millionen Lichtjahre von der Milchstraße entfernt.
Sie wurde am 7. Oktober 1866 von Heinrich Louis d’Arrest entdeckt.